# Гулкорон
Гулкорон (тадж. Гулкорон, до 2008 года — Большевик) — село в районе Рудаки Республики Таджикистан. Входит в состав джамоата (сельской общины) Гулистон района Рудаки.
Находится недалеко от г. Душанбе, на расстоянии 18 км от райцентра (пгт. Сомониён) и 2 км от центра общины (село Гулистон).
Население — 4196 чел. (2017).